# Can Turu (Viladecavalls)
Can Turu era un edifici, actualment desaparegut, del municipi de Viladecavalls (Vallès Occidental). Forma part de l'Inventari del Patrimoni Arquitectònic de Catalunya. Estava situada al sud del terme, i gairebé dins el nucli de la població. La masia de Can Turu va ser enderrocada a finals del segle xx, però l'antic cos on es produïa i emmagatzemava el vi es va rehabilitar i l'any 2000 es va inaugurar com a biblioteca municipal amb el nom de Biblioteca Pere Calders. Al seu voltant s'hi ha construït una urbanització.

## Descripció
Can Turu presentava planta rectangular amb planta baixa, pis i golfes. A la planta baixa hi havia la porta d'entrada de tipologia rectangular amb arc superior molt rebaixat. Al pis s'hi disposaven, tant al frontis com al lateral oriental, alternança de balcons amb baranes de ferro, uns en voladís i d'altres a línia de façana. A les golfes hi ha una galeria oberta de finestres d'arc rodó i una rectangular, lloc adequat per a la funcionalitat d'assecadors. El parament estava arrebossat amb restes de pintura i emblanquinat. En alguns panys de paret entreveien modificacions d'obertures.
Hi havia un pati davant el frontis que incloïa l'antiga era i cossos auxiliars de factura posterior. Una reixa envoltava el pati a partir d'un mur com a base. La portalada es conformava per dos pilars de fàbrica de maó i porta de ferro. Els pilars eren de planta quadrada i barrejant el maó amb la maçoneria, i remataven cadascun d'ells amb teuladetes a quatre vessants o tremujals i per sota hi havia decoració de dentellons i remat de bola i element cònic.
Hi havia dos cossos annexos dins l'espai que envoltava la masia. Pel tipus de construcció i de material emprats, es dedueix que eren d'edificació posterior, més contemporània, responent a les necessitats sorgides; feines agrícoles, magatzems, etc. Són edificis de planta baixa, de tipologia rectangular i d'una sola nau.
El primer cos té una coberta a dos vessants i un pronunciat voladís seguint la mateixa direccionalitat de la teulada. Els murs són de maçoneria, i la porta d'entrada emmarcada amb aparell de maó i arc superior rebaixat. Als brancals hi ha una decoració exterior com si fos emmerletada, igual que les cantoneres dels murs.
El segon cos, presentava les mateixes característiques que el primer, però amb les variants d'un òcul sobre la porta, la qual també està emmarcada de fàbrica de maó. La coberta és en part d'uralita, la volada de la façana és molt incipient per la motllura en ressalt amb decoració dentelada de maó.